# Ritorno allo spazio
Ritorno allo spazio (Return to Space) è un film documentario del 2022 diretto da Jimmy Chin ed Elizabeth Chai Vasarhelyi .
La pellicola, realizzata per Netflix, segue la missione ventennale di Elon Musk e dei dipendenti di SpaceX per rimandare gli astronauti della NASA sulla Stazione Spaziale Internazionale e rivoluzionare i viaggi nello spazio. Il film è uscito il 7 aprile 2022.

## Trama
La storia di SpaceX, dal Falcon 1 e dal riusabile Falcon 9 al Crew Dragon Demo-2, lanciato il 30 maggio 2020 con Doug Hurley e Bob Behnken a bordo.

## Accoglienza
Il film ha ricevuto recensioni contrastanti. IndieWire lo ha definito una "pubblicità esasperante di 2 ore per Elon Musk"; mentre una recensione di Wired, sottolinea che il film "racconta l'improbabile ascesa dell'azienda, ma evita di parlare dei suoi difetti". La recensione di Decider è stata più favorevole, dicendo: "Mentre gran parte di Ritorno allo Spazio suona come un video promozionale di SpaceX, il modo significativo in cui il film racconta la storia di un gruppo di sognatori pieni di speranze lo rende più che degno di attenzione". Anche la recensione di Joe Morgenstern sul Wall Street Journal è stata favorevole, pur sottolineando il tono promozionale, scrivendo: "In effetti, promuove l'azienda in modo abbastanza efficace, e perché no? L'impresa aerospaziale di Elon Musk ha realizzato risultati notevoli da quando, vent'anni fa, è stata fondata. Il film, però, è molto più di questo. È un ricordo dei resoconti drammatici delle esplosioni dei lanci, seguito da filmati che riempiono l'anima: riprese al di là della nostra atmosfera protettiva e dalla gravità implacabile; un ritratto, attraverso la luce riflessa dai booster fiammeggianti, di uno dei più curiosi (sotto ogni aspetto) e ambiziosi personaggi della Terra; e una testimonianza di fallimento verso l'alto, molto, molto verso l'alto." 